# Golda Schultz
Pour les articles homonymes, voir Schultz.
Golda Schultz, née en 1983 au Cap, est une cantatrice soprano originaire d'Afrique du Sud.

## Biographie
Golda Schultz naît en 1983 au Cap. Ses parents la prénomment Golda en hommage à l'ancienne Première ministre d'Israël Golda Meir,.
Elle étudie le chant à l'université du Cap, puis à la Juilliard School de New York, enfin, de 2011 à 2013, au sein du Bayerische Staatsoper à Munich,.
Durant l'édition 2018 du Festival de Salzbourg, elle chante dans La clemenza di Tito avec Russell Thomas (en), Willard White et Jeanine De Bique, ce qui constitue une évolution considérable pour ce festival peu habitué à voir se produire des artistes noirs.

## Répertoire
Golda Schultz chante plus particulièrement les répertoires d'opéra composés par Mozart, Verdi et Strauss.

## Critiques
Le Financial Times estime que « Golda Schultz chante avec force et assurance, sa voix est d'un éclat palpitant qui lui est propre ; c'est une nouvelle venue qui a tout simplement tout ce qu'il faut ».